# 綱島志朗
綱島 志朗（つなしま しろう、1978年12月14日 - ）は、日本の漫画家。岡山県出身、現在は東京都在住。男性。代表作は『ジンキ』シリーズ、『オリハルコン・レイカル』。

## 人物・経歴
幼少の頃よりロボットアニメを視聴し感銘を受け、メカデザイナーを志すようになる。しかし、どうしたらメカデザイナーになれるかが分からなかったので、「漫画なら好きなことができるであろう」という考えに至り、漫画を描き始めたのが最初である。その後、漫画家を目指すため、両親の「1年」という期限付きで上京し、持ち込みを始め、3、4社目に持ち込んだエニックス（現・スクウェア・エニックス）の『月刊ガンガンWING』にて、他の連載漫画の休載による代原という形で、『ライフ・エラーズ』でデビュー。本人は、デビュー作からロボット漫画を描きたかったのだが、持ち込んだ時の担当に、「初連載でロボットものはないだろう」と言われ、そこで1、2年ほどキャラクターメインの『ライフ・エラーズ』を連載した後に、晴れて連載開始となった念願のロボット漫画が『ジンキ-人機-』である。
持ち込んでほぼすぐにデビューという流れであったため、アシスタント経験は無し。知り合いの手伝いでカットを描いた程度であるという。『TVアニメーション ジンキ・エクステンド スターターブック』巻中の綱島と安彦良和の対談の中で、安彦は「持ち込んだ段階で水準の力量を持っていたってことだよね。普通はすぐにデビューなんて出来ないでしょう。」と発言している。
初めてエニックスに持ち込んだ時に応対してくれた担当が、現在のマッグガーデン（エニックスお家騒動参照）の『コミックブレイド』編集長である宮本幸則であるが、後にその宮本の「この雑誌でのメカにキャラクターとしての人権はない」という発言により、皮肉なことに『ジンキ・エクステンド』の『コミックブレイド』での連載が打ち切られてしまうこととなってしまった。なお、『コミックブレイド』側は「単行本9巻以降に関しての権利は一切主張しない」とのことであるため、『ジンキ・エクステンド』の雑誌移籍による連載再開に向け、出版社に持ち込みを掛けようとしていたところ、10社以上の出版社からオファーのメールを受けた。その後メディアワークス刊『電撃萌王』2007年8月号にて連載再開決定が告知され、アスキー・メディアワークス刊『月刊コミック電撃大王』2008年5月号より『JINKI-真説-』とタイトルを変え、連載再開された。稀に見る2回に渡る掲載雑誌移籍という波乱（この前例の有名なものとして岡田芽武の『SHADOW SKILL』がある）を乗り越え、新たな場所での心機一転となる。
他にキャリアの大きな転機としては、自作『ジンキ』が2010年に戯画から『JINKI EXTEND Re:VISION』として成人向けPCゲーム化され、綱島自身が原画を担当したことが挙げられる。まったくの全年齢向け漫画が、成人向け作品のキャリアも無かった原作者自身によりアダルトゲーム化されるというのは当時も以後も異例のことであった。綱島はその後も戯画でのジンキシリーズ作品のほか同社オリジナル作品である『BALDRSKY"ZERO"』の原画も手がける等、仕事と表現の幅がより広がった。
画風に関しては、今風で、いわゆる萌え系とも取れる絵柄で、アニメのようなパキパキした色の塗り方（所謂アニメ塗り）である。前作『ジンキ-人機-』の序盤で自分の地を出してみたが（実際にその当時の単行本〈『ジンキ』1巻〉を見ると現在の絵柄とは違っているのがわかる〈特に女性キャラクター〉）、読者に受けなかったため、現在のような絵柄に意図的に変えたらしい。その甲斐あってか、感想を聞いた8割くらいの人がキャラクターを見てくれているらしい（前出『スターターブック』巻中の綱島の談による。安彦からは「参考にするものがあると言っても、ここまで絵柄を変えられるのは、やっぱり器用なんだろうね。」と言われている）。
塗りに関しては、以前はマーカーで塗っていたが、担当に薦められたマーカーがさっぱり使いこなせなかったため、現在はCGで着彩している。「早い話が自分の未熟さをごまかすため」と『綱島志朗画集 EXTEND』の巻末に綴っている。
綱島のローマ字表記はヘボン式表記の“Shirou Tsunashima”ではなく、訓令式表記の“Sirou Tunasima”になっている。
講談社『月刊マガジンZ』にて、『サクラ大戦』のコミカライズが発表、綱島が作画を担当する事が告知されていたが、これは実現には至らなかった。作品そのものは作者を政一九に変更し、2002年6月から『サクラ大戦漫画版』として同誌で連載を開始している。

## 作品リスト

### 漫画作品

#### 連載
- ライフ・エラーズ（『ガンガンWING』1998年7月号 - 1999年9月号）
- ジンキシリーズ
  - ジンキ（『ガンガンWING』2000年3月号 - 2001年11月号）
  - ジンキ・エクステンド（『月刊コミックブレイド』2002年4月号 - 2006年8月号）
  - JINKI-真説- FINAL EPISODE（『月刊コミック電撃大王』2008年5月号 - 12月号）
  - ジンキ・エクステンド 〜リレイション〜（『月刊ドラゴンエイジ』2009年6月号より連載〈現在休載中〉）
  - 人狼機ウィンヴルガ（『チャンピオンRED』2016年10月号 - 2022年6月号）
  - 人狼機ウィンヴルガ 叛逆篇（『ヤングチャンピオン烈』2023年No.1 - 連載中）
- オリハルコン・レイカルシリーズ
  - オリハルコン・レイカル（『ドラゴンエイジPure』Vol.3 - Vol.15）
  - オリハルコン・レイカル DUO（『月刊ComicREX』2014年1月号 - 2016年4月号）
- 紫色のクオリア（原作：うえお久光、『月刊コミック電撃大王』2011年3月号 - 2013年10月号）
- マブラヴ オルタネイティヴ トータル・イクリプス 帝都燃ゆ（原作：吉宗鋼紀、『電撃マブラヴ』Vol.1 - Vol.3）
- DARKNESS HEELS -Lili-（『ComicWalker』2021年4月23日 - 2022年3月15日）
- 勇者宇宙ソーグレーダー（『ファイアCROSS』2023年7月31日 - ）

#### 読み切り
- ヘブンズ（『ガンガンWING』1998年冬季号、2001年11月号） - ブレイドコミックス版『ジンキ』4巻に併録。
- クローンエンジェル（『ガンガンWING』2001年5月号） - ガンガンWINGコミックス版『ジンキ』4巻に併録。
- 勇者王ガオガイガー外伝 キングジェイダー -灼熱の不死鳥-（『ファイアCROSS』2022年9月22日 - 11月8日） - 前後編。

### 書籍

#### 漫画単行本
- 『ライフ・エラーズ』、エニックス〈ガンガンWINGコミックス〉1999年、全2巻
  - （新装版）マッグガーデン〈ブレイドコミックス〉2004年、全1巻
- ジンキシリーズ
  - 『ジンキ』、エニックス〈ガンガンWINGコミックス〉2000年 - 2002年、全4巻
    - （新装版）『ジンキ-人機-』、マッグガーデン〈ブレイドコミックス〉2005年、全4巻

  - 『ジンキ・エクステンド』、マッグガーデン〈ブレイドコミックス〉2002年 - 2007年、全9巻
  - 『JINKI-真説- FINAL EPISODE』、アスキー・メディアワークス〈電撃コミックス〉2008年、全1巻
  - 『JINKI-真説-コンプリート・エディション』、アスキー・メディアワークス〈電撃コミックスEX〉2008年、全5巻、無印・エクステンド ベネズエラ編・真説を収録
  - 『ジンキ・エクステンド 〜リレイション〜』、富士見書房〈ドラゴンコミックスエイジ〉2010年 - 、既刊5巻（2012年5月9日現在）
  - 『JINKI EXTEND コンプリート・エディション』、アスキー・メディアワークス〈電撃コミックスEX〉2011年、全3巻、エクステンド 東京編を収録
  - 『人狼機ウィンヴルガ』、秋田書店〈チャンピオンREDコミックス〉2017年 - 2021年、全10巻
  - 『人狼機ウィンヴルガ 叛逆篇』、秋田書店〈チャンピオンREDコミックス〉2023年 - 、既刊3巻（2025年1月20日現在）
- オリハルコン・レイカルシリーズ
  - 『オリハルコン・レイカル』、富士見書房〈角川コミックスドラゴンJr〉2008年 - 2009年、全3巻
    - （新装版）一迅社〈REXコミックス〉2014年、全2巻

  - 『オリハルコン・レイカル DUO』、一迅社〈REXコミックス〉2014年 - 2016年、全5巻
- 『紫色のクオリア』、原作：うえお久光、アスキー・メディアワークス〈電撃コミックス〉2012年 - 2013年、全3巻
- 『マブラヴ オルタネイティヴ トータル・イクリプス 帝都燃ゆ』、原作：吉宗鋼紀、アスキー・メディアワークス〈電撃コミックス〉2013年、全1巻
- 『DARKNESS HEELS -Lili-』、KADOKAWA、2022年、全2巻

#### その他の書籍
- 『EXTEND 綱島志朗画集』マッグガーデン、2025年7月発行、ISBN 4-86127-159-2
- 『綱島志朗画集 -ROAD-』アスキー・メディアワークス、2011年3月発行、ISBN 978-4-04-870460-1
- 『TVアニメーション ジンキ・エクステンド スターターブック』マッグガーデン、2005年1月発行、ISBN 4-86127-107-X
- 『TVアニメーション ジンキ・エクステンド パーフェクトガイドブック』マッグガーデン、2005年6月発行、ISBN 4-86127-149-5

### その他
- ジンキ・エクステンド EXTRA SIX（著：瀧川舜一、MAG-Garden NOVELS、2005年）挿絵
- Replay エムブリオマシンRPG（著：秋口ぎぐる、ジャイブ、2007年）挿絵
- 紫色のクオリア（著：うえお久光、電撃文庫、2009年）挿絵
- 勇者聖戦バーンガーン THE NOVEL（著：小太刀右京、ホビージャパン、2024年）挿絵
- マサミコブシ（奥井雅美のアルバム、2003年）ゲストイラスト[5]
- スーパーロボット大戦Z コミックアンソロジー（アンソロジーコミック、2008年）表紙イラスト
- スーパーロボット大戦OG -ジ・インスペクター-（テレビアニメ、2010年）ED原画
- ALDNOAH.ZERO アンソロジーコミック 1巻（2014年）イラスト
- BALDRSKY CoreDefender 2009年（カレンダー）ゲストイラスト
- JINKI EXTEND Re:VISION（ゲーム、2010年）原画
- BALDR SKY ZERO（ゲーム、2013年）原画・キャラクターデザイン
- BALDR SKY ZERO2（ゲーム、2014年）原画・キャラクターデザイン
- ジンキ・リザレクション（ゲーム、2020年）原画
- 閃鋼のクラリアス（ゲーム、2021年）ゲストイラスト
- JINKI -Infinity-、JINKI -Unlimited-（ゲーム、2023年）原画